# Lista locurilor unde se practică naturismul

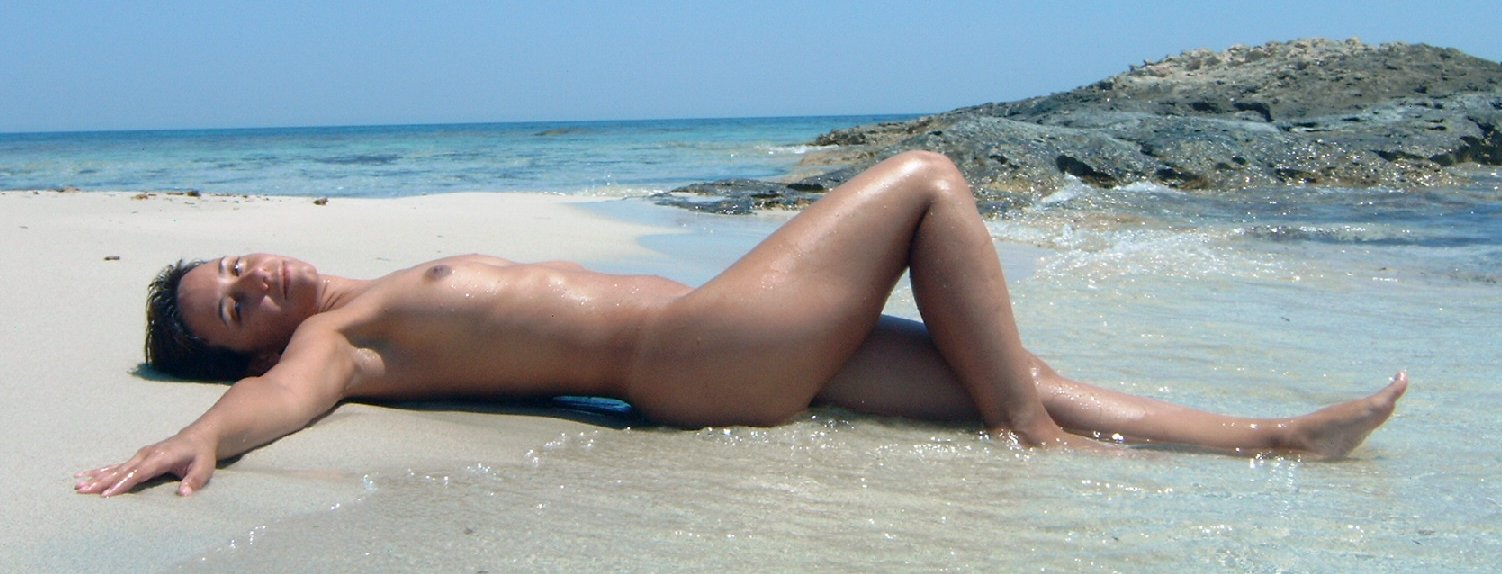

Aceasta este o listă de locuri unde se practică naturismul.

## America
- Gunnison Beach, în Parcul Național Sandy Hook, lângă Manhattan, New Jersey
- Haulover Beach, Florida
- Hippie Hollow Park, pe malul Lake Travis, Texas
- Black's Beach, San Diego, California
- Wreck Beach, Vancouver, Columbia Britanică, Canada
- Oka, ca. 40 km de Montreal, Canada.
- Tambaba, Brazilia

## Asia
- Asmat, Indonezia

## Europa
- Almere, Zilverstrand, Olanda
- Balatonakali, Ungaria
- Balatonberény, Ungaria  ( Arhivat în 20 martie 2008, la Wayback Machine.)
- Bredene, Bredene Renbaan (Hippodroom), Belgia
- Budleigh Salterton, Devon, Marea Britanie
- Cap d'Agde, Franța
- Cleat's Shore, Isle of Arran,  Marea Britanie
- Costinești, România
- insula Creta, Plakias, Grecia
- Danemarca aproape pe fiecare ștrand
- Délegyháza la 30 km sud de Budapesta, Ungaria ()
- Donauinsel lângă Viena, Austria
- Formentera, Spania
- Lacul Techirghiol, România
- Lacul Ziesel, Germania
- Școala Odenwald, Germania
- Lichtschulheim Lüneburger Land, Germania
- Morfa Dyffryn, Gwynedd, Marea Britanie
- Orplid (FKK), asociații naturaliste din Germania
- Parcul englez din München, Germania
- Saint Martin, Franța
- Sziksósfürdő, Szeged–Kiskundorozsma, cartier din Szeged, Ungaria ()